# Euripide (nome)
Euripide  è un nome proprio di persona italiano maschile.

## Varianti in altre lingue
- Armeno: Եվրիպիդես (Evripides)
- Croato: Euripid
- Francese: Euripide
- Greco antico: Ευριπίδης (Euripides)[1]
- Greco moderno: Ευριπίδης (Euripidīs)
- Latino: Euripides
- Lettone: Eiripīds
- Lituano: Euripidas
- Polacco: Eurypides
- Portoghese: Eurípides
- Sloveno: Evripid
- Ungherese: Euripidész

## Origine e diffusione
Continua il nome greco Ευριπίδης (Euripides), dall'etimologia incerta: il primo elemento è quasi certamente ευ (eu, "buono", "bene"), mentre il secondo viene talvolta identificato con ‘ριπη (rhipe, "tiro", "lancio"), talaltra con ριπις (ripis, "soffietto"); viene anche accostato ad Εύριπος (Euripos), "stretto di mare tempestoso", termine oggi usato in particolare per l'Euripe, lo stretto che separa la Beozia dall'Eubea.

## Onomastico
Si tratta di un nome adespota, cioè che non è portato da alcun santo. L'onomastico ricorre pertanto il 1º novembre, festa di Tutti i Santi.

## Persone

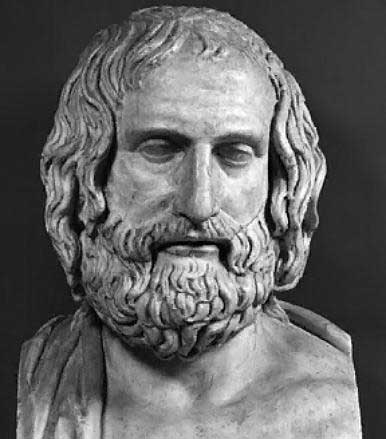
Euripide

- Euripide, drammaturgo greco antico

### Variante Evripidis
- Evripidis Grigorios Makos, calciatore greco
- Evripidis Mpakirtzis, politico greco